# جايسون بابيو
جايسون بابيو (مواليد 30 يونيو 1996) هو لاعب كرة قدم فرنسي يلعب في خط الوسط في نادي المرخية القطري.

## روابط خارجية
- جايسون بابيو على موقع قاعدة بيانات كرة القدم.إي يو (الإنجليزية)
- جايسون بابيو على موقع Soccerway.com (الإنجليزية)